# لاسي لابالينن
لاسي لابالينن (مواليد 24 أغسطس 1998) هو لاعب كرة قدم فنلندي يلعب في مركز الجناح في نادي إمباكت مونتريال.